# Pterocephalus pulverulentus
Pterocephalus pulverulentus är en tvåhjärtbladig växtart som beskrevs av Pierre Edmond Boissier och Bal. Pterocephalus pulverulentus ingår i släktet Pterocephalus och familjen Dipsacaceae. Inga underarter finns listade i Catalogue of Life.